# Прапор Великої Димерки
Прапор Великої Димерки — офіційний символ смт Великої Димерки Броварського району Київської області, затверджений 21 вересня 1998 року. Автор прапора — М. Юхта.

## Опис
Квадратне полотнище. яке складається з двох вертикальних смуг червоного та зеленого, по периметру має білу лиштву завширшки в 1/20 сторони прапора; у центрі зображення Архістратига Михаїла білого кольору з червоним мечем (вістрям догори) у правій руці та щитом у лівій. Висота фігури дорівнює 3/4 сторони прапора..